# Aquapoterium
Aquapoterium är ett släkte av svampar. Aquapoterium ingår i divisionen sporsäcksvampar och riket svampar.